# DJ Hans
DJ Hans, właśc. Marcin Tofil – polski DJ, producent muzyczny, raper i autor tekstów znany z działalności w grupie Wzgórze Ya-Pa 3. Z zespołem uzyskał nominację do Fryderyka.

## Życiorys
Za młodu Marcin Tofil, jak sam mówił w wywiadzie dla magazynu Klan, związany był z subkulturą skinheadów, w ramach której angażował się w liczne akty przemocy i zakłócania porządku publicznego. Porzucił ją pod wpływem sytuacji w której jeden skinhead zabił punka i skazany został na karę pozbawienia wolności. Zainteresował się wtedy skateboardingiem, za sprawą którego poznał Tomasza „Boryga” Boryckiego.
Pierwszym zespołem DJ-a Hansa były Puzzle, duet współtworzony z Radosławem „Radoskórem” Kobusem po jego odejściu z Wzgórza Ya-Pa 3. Formacja rozpadła się jednak, gdyż muzycy nie widzieli dla niej przyszłości, a w jej miejsce powstało V.E.T.O., duet Radoskóra i Marcina „Pęka” Pękalskiego.
Marcin Tofil dołączył do Wzgórza Ya-Pa 3 w 1996 roku w miejsce poprzedniego DJ-a grupy, Sebastiana „DJ-a Feel-X-a” Filiksa. Oprócz skreczowania i produkcji zaczął on również rapować. Na pierwszej wydanej wspólnie z zespołem płycie, Centrum z 1997 roku udzielał się on wokalnie w utworach „A.G.R.O. stop”, „Język polski” (z Radoskórem, Kalibrem 44 i Jajonaszem) i „Agro schody”. Centrum uzyskało nominację do Fryderyka w kategorii hip-hopowej. „Język polski” został natomiast umieszczony w wydanej pod auspicjami Narodowego Centrum Kultury Antologii polskiego rapu jako jeden z najważniejszych utworów w historii polskiego hip-hopu.
Wzgórze Ya-Pa 3 z DJ-em Hansem w składzie współtworzyło z V.E.T.O., grupą zaprzyjaźnioną, kolektyw Agro Skład.
W 1998 roku wydany został drugi album WYP3 z DJ-em Hansem w składzie, Trzy. Otwierał go solowy utwór Tofila „Dokładnie taki byłem, dużo z tego pozostało do dziś”. Rapował on również w „Trudno w to uwierzyć” i „Ja mam to co ty” (z Warszafskim Deszczem). Tak jak „Język polski”, „Ja mam to co ty” oraz wykonany z Molestą „Co ważne a co ważne nie jest” wyróżniono w Antologii polskiego rapu.
Tego samego roku ukazała się kompilacja wytwórni R.R.X. zatytułowana Znasz zasady, na której znalazł się wspólny utwór DJ-a Hansa i Borixona „I Love You” oraz jego solowy pod tytułem „Codzienność”.
W roku 1998 Wzgórze Ya-Pa 3 wydało również album Ja mam to co ty, ostatnią płytę z DJ-em Hansem w składzie. Według wydawcy zespołu, Krzysztofa Kozaka, Tofil porzucił karierę  muzyczną na rzecz służby w Legii Cudzoziemskiej. Nagrania WYP3 z jego udziałem sprzedały się w liczbie co najmniej pięćdziesięciu tysięcy egzemplarzy.
Według serwisu Glamrap Tofil miał porzucić służbę drogą dezercji, rzekomo zabierając ze sobą broń. Do Polski powrócił jeszcze w 1999 roku. Stworzył wtedy duet hip-hopowy Ninja Syndrom z MC Michałem „Karazem” Krysińskim. Grupa wydała sześć kompilacji do 2005 roku, gdy DJ Hans zakończył działalność muzyczną i wyjechał do Holandii. Od tego czasu grupa zmieniła stylistykę na metalową.
W 2013 roku DJ Hans zarapował gościnnie w utworze Wojtasa „Ol Dirty Dancing” (z Liroy'em, Pękiem, Kajmanem i DJ-em Feel-X-em) z jego albumu 23. Wystąpił również w teledysku.
W 2019 roku został zapowiedziany jako jeden z gości na albumie kieleckiego producenta posługującego się pseudonimem RasOne.

## Dyskografia
| Album                                                                              | Rok  | Uwagi | Źródło |
| ---------------------------------------------------------------------------------- | ---- | --- | ------ |
| Wzgórze Ya-Pa 3 – Centrum                                                          | 1997 | skrecze, produkcja i wokal; członek zespołu | [ 24 ] |
| Wzgórze Ya-Pa 3 – Trzy                                                             | 1998 | skrecze, produkcja i wokal; członek zespołu | [ 25 ] |
| Znasz zasady (kompilacja R.R.X.)                                                   | 1998 | wykonanie utworów „I Love You” (z Borixonem) i „Codzienność”; produkcja i skrecze w utworach „Fast food” i „Pionierzy stylu” (z Wzgórzem Ya-Pa 3) | [ 26 ] |
| Wzgórze Ya-Pa 3 – Ja mam to co ty                                                  | 1998 | skrecze, produkcja i wokal; członek zespołu | [ 27 ] |
| Osiedle pełne rymów, czyli HIP HOP jak okiem sięgnąć (kompilacja R.R.X. i Machiny) | 1998 | wokal w utworze „Mam to co ty (remix Tede)” (z Wzgórzem Ya-Pa 3)                                                                                  | [ 28 ] |
| Wojtas – 23                                                                        | 2013 | gościnnie wokal w utworze „Ol Dirty Dancing” | [ 22 ] |